# Sageta de foc
Una sageta de foc és una arma de pólvora, d'invenció xinesa. Els primers usos estan datats de l'any 1232 quan els xinesos de la dinastia Song es defensaven dels mongols a la batalla de Kaifeng. No és la primera forma d'un coet, ja que el grec Archytas va volar un ocell de fusta mogut per vapor ja l'any 400 aC. Es creu que aquestes sagetes de foc eren poc precises i que es feien servir només per crear efectes psicològics en els enemics.
Bàsicament les sagetes de foc són llargues canyes de bambú amb un coet lligat a la part davantera, llançat des d'una estructura de bambú. La punteria d'aquesta arma depèn en gran manera del recta que sigui la sageta de bambú i també de la seva longitud.
Variants de les sagetes de foc es van introduir primer a Corea (Hwacha) i després a Orient Mitjà i Europa i el seu ús militar convencional data del 1280, conegudes a Síria com a sahm al-kitai (fletxes de la Xina).